# Tom Davies (cầu thủ bóng đá, sinh năm 1998)
Thomas Davies (sinh ngày 30 tháng 6 năm 1998) là một cầu thủ bóng đá chuyên nghiệp người Anh hiện đang chơi ở vị trí tiền vệ trung tâm cho câu lạc bộ Everton. Anh tốt nghiệp học viện của Everton và có trận ra mắt đội một vào tháng 4 năm 2016 ở tuổi 17. Hai năm sau, anh trở thành đội trưởng trẻ nhất trong lịch sử Everton khi dẫn dắt đồng đội ra sân ở màn so tài tại Cúp EFL với Rotherham.

## Gia đình
Davies sinh ra ở Liverpool, Merseyside. Anh là cháu trai của cựu cầu thủ Everton Alan Whittle, người đã có 74 lần ra sân cho câu lạc bộ từ năm 1967 đến 1972. Bên cạnh đó, anh trai của Davies, Liam là một cầu thủ bóng đá bán chuyên đang chơi cho Curzon Ashton.

## Thống kê sự nghiệp
Tính đến ngày 26 tháng 7 năm 2020
| Câu lạc bộ     | Mùa giải       | Giải quốc nội  | Giải quốc nội | Giải quốc nội | Cúp FA | Cúp FA | Cúp EFL | Cúp EFL | Châu Âu | Châu Âu | Tổng cộng | Tổng cộng |
| Câu lạc bộ     | Mùa giải       | Hạng đấu       | Trận          | Bàn           | Trận   | Bàn    | Trận    | Bàn     | Trận    | Bàn     | Trận      | Bàn       |
| -------------- | -------------- | -------------- | ------------- | ------------- | ------ | ------ | ------- | ------- | ------- | ------- | --------- | --------- |
| Everton        | 2015–16        | Premier League | 2             | 0             | 0      | 0      | 0       | 0       | —       | —       | 2         | 0         |
| Everton        | 2016–17        | Premier League | 24            | 2             | 1      | 0      | 0       | 0       | —       | —       | 25        | 2         |
| Everton        | 2017–18        | Premier League | 33            | 2             | 1      | 0      | 2       | 0       | 7       | 0       | 43        | 2         |
| Everton        | 2018–19        | Premier League | 16            | 0             | 1      | 0      | 2       | 0       | —       | —       | 19        | 0         |
| Everton        | 2019–20        | Premier League | 30            | 1             | 0      | 0      | 2       | 1       | —       | —       | 32        | 2         |
| Everton        | 2020–21        | Premier League | 1             | 0             | 0      | 0      | 0       | 0       | —       | —       | 1         | 0         |
| Tổng sự nghiệp | Tổng sự nghiệp | Tổng sự nghiệp | 106           | 5             | 3      | 0      | 6       | 1       | 7       | 0       | 122       | 6         |

1. ↑  Ra sân tại UEFA Europa League

## Danh hiệu
U21 Anh
- Toulon Tournament: 2018[6]

Cá nhân
- Everton Cầu thủ trẻ xuất sắc nhất mùa giải: 2016–17[7]
- Everton Bàn thắng đẹp nhất mùa giải: 2016–17[7]
- Everton Performance of the Season: 2016–17[7]